# 1968年義大利大選

各選區選舉結果

1968年義大利大選在1968年5月19日舉行，選出義大利共和國第五屆議會成員。意大利社會黨和意大利民主社會黨在這次選舉前統合為統一社會黨，但新政黨的議席數不增反減。